# Lenita Gentil
Maria Helena Gentil do Carmo, mais conhecida por Lenita Gentil (Marinha Grande, 6 de agosto de 1948), é uma cantora fadista portuguesa.

## Biografia
Maria Helena Gentil do Carmo nasceu a 6 de agosto de 1948 na Marinha Grande (distrito de Leiria).
Lenita começou a cantar em público com 5 anos.
Com 16 anos estreou-se aos microfones dos Emissores do Norte Reunidos, do Porto.
Do seu currículo, fazem parte diversas passagens por festivais de música nacionais e internacionais. No conhecido Festival da Canção da Figueira da Foz participou na edição de 1967, cuja vencedora foi Tonicha com o tema "A tua canção avozinha". Fica em 2.º lugar no Festival da Canção da Costa Verde (Espinho), com "Quando o Sol Descobre".
Participou no Festival de Aranda del Duero em 1969 e 1970. Em 1970 concorreu a um Festival do México. Participou no Festival RTP da Canção 1971 em 1971 e num Festival da Roménia.
Lenita Gentil também pisou os palcos do Teatro de Revista e no cinema entrou no filme Os Toiros de Mary Foster (1972).
Em 1973 participou no Festival de Dois Mundos e nas Olimpíadas da Canção, realizadas na Grécia, onde recebeu o Prémio da Crítica. Em 1975 participou no Festival Sopot da Polónia.
O seu grande sucesso da década de 1980 foi "Eles Foram tão Longe", tema da autoria de Carlos Paião.
Em 1989 concorreu pela segunda vez ao Festival RTP da Canção.
Gravou alguns discos em colaboração com o fadista Natalino de Jesus.
Em 5 de abril de 2004, no Teatro São Luiz, em Lisboa, Lenita Gentil celebrou 35 anos de carreira (1969-2004) na música ligeira, no fado e na canção de Coimbra, num espectáculo em participaram os artistas Janita Salomé, Nuno Guerreiro, Henrique Feist, Tuna de Medicina da Universidade de Coimbra, Natalino Jesus, Patrícia Rodrigues, Filipe Carriço e Simone de Oliveira.
Em Julho de 2004, a Movieplay editou um duplo CD com alguns dos seus êxitos.
Em Outubro de 2005 Lenita Gentil lançou o álbum Outro Lado do Fado, a editora Ovação, acompanhada por Fernando Silva (guitarra portuguesa), Jaime Santos (viola) e Joel Pina (viola-baixo). Este trabalho apresenta temas inéditos como "Versos de Amor", de Sá-Carneiro ou "Findar em Teus Braços", de António Rocha, adaptados a músicas do fado tradicional, temas recriados como "Fria Claridade" criado por Amália Rodrigues mas com o poema de Pedro Homem de Mello agora ser apresentado com outra música ou uma nova versão de "Maldição", também do reportório da Amália. Este trabalho seria distinguido como o "Melhor
Álbum de Fado" (ou "Melhor Registo de Fado") nos "Prémios Amália Rodrigues" entregues em 2006.

## Discografia

### Álbuns de estúdio
- Fado (1991, CD, Ovação)[8]
- Outro Lado do Fado (2005, CD, Ovação)[6]
- Momentos (2012, CD)[9][10]
- Lenita (2019, CD)[11]

### Singlese EP
- Marchas de Lisboa (1969, 45 rpm, Alvorada, Porto)[12]
- Grande Marcha de São João (1969, 45 rpm, Alvorada, Porto)[13]

### Compilações
- O Melhor dos Melhores (N.º 10) (1994, CD, Movieplay)[14]
- Fado (1996, CD, Movieplay)[15]

### Outros

#### Compilações
- As Grandes Marchas Populares (1993, CD, EMI)Tema: "São João Bonito"[16]

## Prémios e distinções
- Lenita Gentil recebeu o Prémio Bordalo (1968), ou Prémio da Imprensa, entregue pela Casa da Imprensa em 8 de Fevereiro de 1969, no Pavilhão dos Desportos, como "Cançonetista" na categoria "Música Ligeira", que também distinguiu o "cançonetista" Nicolau Breyner,  "conjunto vocal" Duo Ouro Negro e o "melhor intérprete a solo" Carlos Paredes.[17]
- Em 2009, Lenita Gentil foi distinguida com a Medalha de Mérito Municipal (Grau Ouro) pela Câmara Municipal de Lisboa, por iniciativa subscrita pelo edil António Costa[18] que só faria a sua entrega em 2012.[10][9]
- Em 2006, pelo seu álbum Outro Lado do Fado (2005) Lenita Gentil recebeu o "Prémio Amália Rodrigues", para "Melhor Registo de Fado", da Fundação Amália Rodrigues.[7]